# Daniel Lüdemann

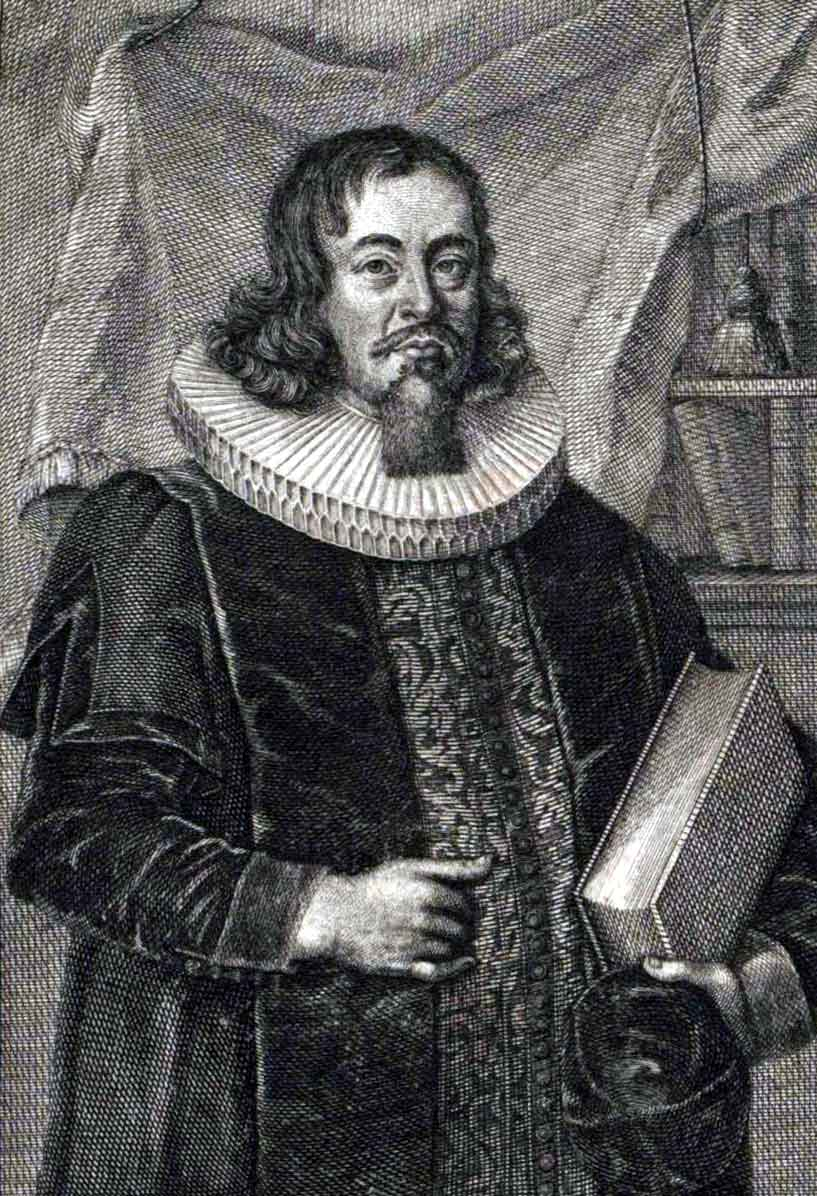
Daniel Lüdemann

Daniel Lüdemann (auch: Ludemann; * 10. April 1621 in Pasewalk; † 20. September 1677 in Stade) war ein deutscher lutherischer Theologe, Konsistorialrat und Generalsuperintendent der Generaldiözese Bremen-Verden.

## Leben
Daniel war der Sohn des Gerichtsschöffen Paul Lüdemann, welchen Vater er bereits in frühster Kindheit verlor. Nach dem Besuch der Schulen in Pasewalk und Stettin, begann er 1640 ein Studium an der Universität Königsberg. 1646 erwarb er sich den akademischen Grad eines Magisters der Philosophie und absolvierte folgend eine Kavaliersreise welche ihn an die Universität Kopenhagen, die Universität Rostock und die Universität Greifswald führte. Zurückgekehrt in die Heimat übernahm er eine Lehrer- und Kantorstelle. Durch honorige Gönner konnte er seine Studien an der Universität Wittenberg und an der Universität Leipzig fortsetzen. 1648 erhielt er eine Hof- und Feldpredigerstelle des Pfalzgrafen Karl X. Gustav. 
Nachdem er am 1. Januar 1649 in der Leipziger Thomaskirche eine Friedenspredigt gehalten hatte, promovierte er an der Universität Jena zum Doktor der Theologie und begleitete seinen Dienstherrn nach Nürnberg und Schweden. Dort lernte er unter anderem die Königin Christina von Schweden kennen, welche ihn am 22. Juni 1651 zum Generalsuperintendenten von Vorpommern und zum Professor der Theologie an der Universität Greifswald ernannte. Jedoch schlug er diese Ernennung aus und folgte am 7. Februar 1652 einem Ruf als Oberpfarrer am Bremer Dom, sowie Superintendent von Bremen. Am 15. März 1672 wurde er Generalsuperintendent von Bremen und Verden und schließlich Präsens am geistlichen Konsistorium in Stade, wo er sein Leben beschloss. Sein Leichnam wurde in Bremen beigesetzt.

## Familie
Lüdemann hatte sich am 3. Mai 1652 mit Anna Catharina Müller (* 24. Januar 1630 in Hamburg;† 19. Mai 1654 in Bremen), der Tochter des Hamburger Pastors an der Peter-und-Paul-Kirche Dr. theol. Johann Müller und der Anna Maria Morßhäuser, verheiratet. Aus der Ehe kennt man die Töchter Anna Christina Ludemann (* 1653) und Maria Ludemann (* 1. Mai 1654 in Bremen). Seine zweite Ehe ging er am 22. April 1656 mit Adelheid Havemann, der Tochter des Generalsuperintendenten Michael Havemann ein. Aus der Ehe stammt die Tochter Catharina Elisabeth Lüdemann.

## Werke (Auswahl)
- Disputationum In Primam Philosophiam Decima Sexta De Existentia Substantiae Immobilis. Präs. M. Christianus Dreier Pomeranus. Königsberg 1643 (Online)
- Disputatio Theologica De Universali Dei Misericordia Circa Hominum Salutem : Ex dicto Roman. XI. v. 32. demonstrata. Präs. Jakob Martini. Wittenberg 1648 (Online)
- Danck- und Bet-Predigt wegen deß algemeinen/ (Gott gebe beständigen!) Frieden-Schlusses zu Oßnabrüg und Münster : Welche Zu Ehren dem ewigwärendem FriedeFürsten Christo/ sampt Vater/ und heiligem Geiste: Auff … Befehl Der … Fräwlein Christinae: Der Schweden … designirten Königinn und Erb-Princessinn … und löblich Anordnung Deß … Herrn Caroli Gustavi: Pfaltzgraffen bey Rhein … und der Cron Schweden hochverordneten Herrn Generalissimi uber dero Armeen und Kriegs-Estats in Teutschland: Bey hoher und Volckreicher Versamlung/ den 1. Ianuarii deß M.DC.XLIX. Jahres/ zu Leipzig in der S. Thomas Kirchen/ gehalten. Erfurt 1649 (Online)
- Disputatio Inauguralis De Sacrosancto Initiationis Christianae Symbolo Sive Baptismo. Präs. Johannes Tobias Major. Jena, 1649
- Wunderfuhre der Heiligen deß Herrn : Auß deß IV. Psalmen Davids 4. Versickel betrachtet in einer Leichpredigt/ welche bey Christlicher und volckreicher Leichbestätigung … Deß Woledlen/ Vesten und Hochgelahrten Herrn Johannis Götzigerodii von Rautenfelds/ Welcher … den 25. Maji deß 1649. Jahrs diese Welt gesegnet/ und … den 30. desselben … zu seiner Ruhstatt gebracht worden. Nürnberg, 1649 (Online)
- Kräfftiger Seelen-Trost/ Welchen/ der anfangs fürnehme Sünder/ hernach außerwöhlter Rüst-zeug Gottes/ Paulus, in dem dritten Himmel empfangen/ und allen betrübten Sündern zum besten aufgezeiget hat/ in seiner 1. Epist. an Timoth. im 1. Cap. : Bey Christlich-Volckreicher Leichbestattung Des … Herrn Casparis Schachten/ trewfleissigen/ wohlverdienten Thum-Predigers in Bremen/ Welcher den XX. Iunii, dieses/ mit Gott lauffenden 1652 Jahrs … entschlaffen/ und … den XXIV. Iunii … in der Thumbkirchen in sein Ruhebettlein beygesetzet worden. Vorgetragen/ und auf Begehren heraus gegeben. Bremen, 1652 (Online)
- Allgemeiner Christen-Trost/ Welchen der geplagte/ doch gedüldige Hiob, in seinen mannigfaltigen Leyden/ allen bekümmerten Hertzen zum ewigen Gedächtnüß und Erquickung/ aufgeschrieben und in sein Buch gestellet am XIX. cap. vs. 25. 26. 27. : Bey Vornehm-Volckreicher Leich-Begängnüß/ Des … H. Henrici von der Hoya/ Seiner Hochfürstl. Gnaden/ Herrn Philippi Sigismundi, Bischoffen zu Oßnabrug und Vehrden … Cammer-Secretarii, Welcher Den 1. Aprilis dieses 1655ten Jahres … entschlaffen/ und den 5ten desselben … bey gesetzet worden/ Gezeiget/ und auf Begehren zum Druck übergeben. Bremen, 1655 (Online)

- Allgemeiner Christen-Trost/ Welchen der geplagte/ doch gedüldige Hiob, in seinen mannigfaltigen Leyden/ allen bekümmerten Hertzen zum ewigen Gedächtnüß und Erquickung/ aufgeschrieben und in sein Buch gestellet am XIX. cap. vs. 25. 26. 27.: Bey Vornehm-Volckreicher Leich-Begängnüß/ Des Weyland Wohlehrnvesten/ Hochachtbaren und WolgelahrtenH. Henrici von der Hoya/ Seiner Hochfürstl. Gnaden/ Herrn Philippi Sigismundi, Bischoffen zu Oßnabrug und Vehrden … Cammer-Secretarii, Welcher Den 1. Aprilis dieses 1655ten Jahres … entschlaffen/ und den 5ten desselben … bey gesetzet worden. Bremen, 1655 (Online)

- Lessus In praematurum & deplorandum, felicem tamen & beatum obitum … Alexandri Baronis Ab Erskein, Praesidis Militiae, Consiliarii & Commissarii Regii, in Ducatu Bremensi & Verdensi … Qui cum in hanc lucem editus esset Anno Christiano MDXCVIII, die XXXI Octob. Excessum ex hac misera in coelestem vitam sortitus est Anno MDCLVI, die XXVIII. Iulii. Et tandem Cryptae, quam in Aede D. Petri Bremae sibi fieri vivus adhuc destinaverat, curaveratque … illatus est Anno MDCLVIII die VI Maii : ab Incomparabilium Eius virtutum Veris, devotis ac perpetuis Cultoribus conscriptus. Bremen 1658 (Online)
- Hertz-Erquickendes Trost-Urtheil/ Welches Die Göttliche Weißheit/ über den gewünschten und Glückseeligen Zustand der Gerechten Seelen im Buch der Weißheit im III. Cap. v. 1.2.3. fället : Bey … Leich-begängnüß Des … Herrn Alexander/ Freyherrn von Erskein/ Königl. Mayst. zu Schweden Hochverordneten Kriegs- und Estaats Praesidenten, … welcher Zu Samoszi in Pohlen/ … den 24. Iulii, Anno MDCLVI. … entschlaffen/ und den 6 May/ Anno 1658. in der hiesigen Königl. HauptKirche St. Petri … beygesetzet. Bremen, 1658 (Online)

- Iusta Carolina, Das ist Dreyfache Trawer-Klage, Uber den zwar frühe-zeitigen, Jedoch Christseeligen Tode und Abschied, Deß weyland, Durchläuchtigsten und Großmächtigsten Fürsten und Herrn Caroli Gustavi. Der Schweden, Gothen und Wenden Königs, GroßFürsten in Finnland, Hertzogen in Schonen, Ehsten, Carehe, Bremen, Verden, Stettin, Pomern, der Cassuben und Wenden, Fürsten in Rügen, Herrn über Ingermanland und Wißmar etc. Wie auch Pfaltzgraffen bey Rhein, in Bayern, zu Gülich, Cleve und Bergen, Hertzoge etc. Christ-mild und Glor-würdiger Gedächtnüß. In der Königlichen Hauptkirchen St. Petri in Brehmen den XIIX. Martii, VI. Maji, XXIIX. Octobris, Wehemütig und Hertzlich geführet. Bremen, 1660 (Online)

- Himmel-Zeugende Unschuld Womit sich der Gottsförchtige Hiob, in seinen schweren Anfechtungen, hertzlich getröstet, und wieder unbillige Beschuldigungen, mercklich geschützet hat : allen … Bey sehr Volckreicher und vornehmer Leichbegängniß … M. Simonis Hennings, Treufleissigen wohlverdienten Pastoris der Königl. HauptKirchen St. Petri in Bremen: Welcher den XIX. Iunii, dieses 1661. Jahrs … seelig entschlaffen, und nachgehends, mit männigliches Betrauren den XXV. desselben … beygesetzet worden. Bremen 1661 (Online)
- Wahre Eigenschafften recht-Gottseeliger Menschen Von Dem Außerkohrnen unter den Kindern Israel/ dem Mann nach dem Hertzen Gottes/ David/ in dem LXIII. Psalm/ vs. 6. 7. 8. 9. gar eigendlich abgebildet : Bey … Leich-Begängnuß Der … Fr. Anna Agneß gebohrnen Haußbrandinn/ Des … Herrn Johann Steinigern/ genand von Schönkirch … Ministri und Residenten, Hertzliebsten Ehegenossen: Welche den 3. Martii … entschlaffen/ und den 24. desselben … in der hiesigen Königl. Hauptkirchen S. Petri … beygesetzet worden / Außführlicher gezeiget/ und auf Begehren zum Druck übergeben. Bremen, 1664 (Online)
- Vale Carissima Brema Das ist/ Christlich-Seegensvoller Abschied: Welchen/ nach XXII. Jähriger trew-möglichster Bedienung/ an der Königl. Haupt-Kirchen zu St. Petri in Bremen … genommen … hat/ Daniel Ludeman/ der H. Schrifft D. nunmehro bestalter Königl. General-Superintendens der Hertzogthumbe Bremen und Vehrden. Bremen, 1673 (Online)